# Iotyrris
Iotyrris là một chi ốc biển, là động vật thân mềm chân bụng sống ở biển trong họ Turridae.

## Các loài
Các loài thuộc chi Iotyrris bao gồm:
- Iotyrris cerithiformis (Powell, 1964)
- Iotyrris cingulifera (Lamarck, 1822)
- Iotyrris devoizei Kantor et al., 2008[2]
- Iotyrris marquesensis Sysoev, 2002[3]
- Iotyrris musivum Kantor et al., 2008[4]